# 柴田吉和
柴田 吉和（しばた よしかず、1978年1月13日 - ）は、競技麻雀のプロ雀士。
山形県村山市出身。。
日本プロ麻雀連盟所属。同団体内での段位は六段。

## 人物
- 2012年に日本プロ麻雀連盟28期生としてプロデビュー。
- 2014年に第28期新人王を獲得。
- 2015年の第32期十段位戦に新人王シードとして四段戦Sから出場し、ベスト8では敗退濃厚なトータルラス目からも逆転し決勝戦に進出を果たす。決勝戦の道中はダンプ大橋と途中敗退を争ったが何とか踏み止まり、最終戦オーラスは藤崎智と櫻井秀樹による一騎討ちだったが、三倍満ツモ条件で役満国士無双をツモアガリ、タイトル戦史上初となる最終戦オーラス役満ツモを決め、第32期十段位を獲得。
- 2016年に第1回モンドチャレンジマッチに出場し、卓内トップを取り第17回モンド杯に初出場を果たす。
- 2018年から2019年にかけて行われた第19回モンド杯では予選2位通過で初の決勝進出。決勝第1戦ではマイナスの大きいラスだったものの、第2戦で70000点に迫る大トップで決勝第1戦トップだった白鳥翔との100pt近い差を捲り、最後は自力でアガってモンド杯史上稀に見る大逆転で悲願の初優勝を果たした。
- 2020年の第37期十段位戦にて自身4年ぶりの決勝進出を果たし、決勝では内川幸太郎と最終戦ほぼ着順勝負の大接戦を制して自身2度目となる第37期十段位を獲得。
- 2020年から2021年にかけて行われた第21回モンド杯にて準決勝1位通過で3年連続の決勝進出。決勝第1戦では-30pt近い3着だったものの、第2戦で1回戦トップだった鈴木達也とトップラスを決めるトップを取り、80pt近い差を捲り自身2年ぶりとなる2度目の優勝を果たした。
- 2021年度の鳳凰戦B1リーグ前期にて総合成績で2位に入り、初のAリーグとなるA2リーグへの昇級を果たした。
- 序盤劣勢な状況から後半逆転することが多いため、「逆転の柴田」という異名を持つ。又麻雀最強戦においては第32期十段位戦にて役満をツモって大逆転で十段位を獲得した事から「役満十段」の異名で呼ばれる事も有る。

## 獲得タイトル
- 新人王（第28期）[3]
- 十段位（第32期、第37期）[4]
- モンド杯（MONDO TV 第19回、第21回）[5]
- 麻雀格闘倶楽部 プロNo.1決定戦（第3回）[6]
- 麻雀プロアマオープン競技会（第8期）[7]